# Boromir
Boromir è un personaggio di Arda, l'universo immaginario creato dallo scrittore inglese J. R. R. Tolkien. Compare solo nel romanzo Il Signore degli Anelli.
All'interno del corpus dello scrittore, Boromir si distingue per essere il figlio del Sovrintendente di Gondor, Denethor, fratello maggiore di Faramir, nonché membro della Compagnia dell'Anello. Il ruolo di Boromir ne Il Signore degli Anelli è quello di aiutare Frodo Baggins nel suo viaggio verso Mordor allo scopo di distruggere l'Unico Anello creato dall'Oscuro Signore Sauron. Ne Il Signore degli Anelli, inoltre, è l'unico membro della Compagnia dell'Anello a morire nel corso del viaggio, oltre ad essere l'unico del gruppo a venir corrotto dall'Unico Anello. Riacquista però l'onore immolandosi nel tentativo di agevolare la fuga di Meriadoc Brandibuck e Peregrino Tuc durante l'assalto degli Uruk-hai.
Nel romanzo, Boromir segue un percorso narrativo molto simile a quello di Saruman e Gollum, anch'essi intenzionati ad impadronirsi dell'Unico Anello, con la sola differenza che Boromir rimarrà dalla parte delle forze del bene contrariamente agli altri due personaggi.

## Creazione e sviluppo del personaggio
Il personaggio di Boromir appare per la prima volta nella prima bozza del capitolo de Il Consiglio di Elrond scritta da Tolkien nel 1939. In tale versione, Boromir viene descritto come "un uomo il cui volto è nobile, ma scuro e triste". A differenza di altri personaggi, già da questa versione il nome del personaggio è Boromir, ma Tolkien non descrive la ragione per cui il personaggio è giunto a Gran Burrone. All'inizio, Tolkien non aveva intenzione di rendere Boromir un membro della Compagnia dell'Anello, ma successivamente si convinse ad inserirlo nel gruppo. Nella prima versione scritta da Tolkien riguardo alla salita verso il passo di Caradhras, Boromir svolgeva un ruolo molto importante nel gruppo.
Nel 1940, Tolkien incominciò a riscrivere il capitolo sul consiglio di Elrond e, in esso, gli inserì il motivo del viaggio di Boromir verso Gran Burrone, ovvero il sogno profetico riguardo l'Unico Anello. In questa nuova versione, è Boromir a sognare tale evento e non Faramir che, all'epoca, non era stato ancora creato dall'autore.
Nelle prime bozze sui capitoli dopo gli eventi riguardo Moria, la storia di Boromir è molto diversa dalla versione definitiva. Tolkien non aveva ancora deciso di far morire il personaggio e preferì, all'inizio, farlo schierare dalla parte di Saruman con il quale avrebbe cercato di detronizzare Aragorn. In questa bozza, inoltre, Boromir moriva per mano di Aragorn, durante un combattimento con quest'ultimo. Se si legge attentamente il capitolo su Lórien, si possono notare i primi segni di tradimento di Boromir in quanto questo capitolo non è stato modificato dall'autore e presenta ancora la cronologia con la precedente versione che vedeva Boromir morire per mano di Aragorn. Solo nell'inverno tra il 1941-1942, Tolkien decide di modificare il racconto nella versione originale e fa morire Boromir da eroe, nel tentativo di difendere gli Hobbit, prima di confessare ad Aragorn di aver cercato di togliere l'Unico Anello a Frodo.

## Biografia del personaggio
Nato nell'anno 2978 della Terza Era, Boromir è il figlio primogenito di Denethor II, Sovrintendente di Gondor, e Finduilas di Dol Amroth. Suo fratello minore, Faramir è nato cinque anni più tardi. Nell'anno 3018 della Terza Era, Boromir, divenuto capitano di Gondor, riesce a difendere Osgiliath, con un drappello di uomini, dalle armate di Mordor capitanate dal Re stregone di Angmar. Da questa vittoria, tuttavia, solo pochi rientrano a Minas Tirith, tra cui lo stesso Boromir, suo fratello e altri quattro valorosi soldati. Il giorno prima dell'assalto finale, Faramir fa un sogno misterioso che gli narrava una profezia:
A Imladris la troverai;
I consigli della gente dotta
Più forti di Morgul avrai.
Lì un segno verrà mostrato,
Indice che il Giudizio è vicino,
Il Flagello d'Isildur s'è svegliato,
E il Mezzuomo è in cammino.»
(Il sogno di Faramir; J.R.R.Tolkien, Il Signore degli Anelli.)
Il sogno si ripete più volte sia a Faramir che a Boromir, e così, secondo il parere di Denethor, i fratelli si accordano per andare a Gran Burrone in cerca di un'interpretazione del sogno. Boromir si offre di andare al posto del fratello e lascia Minas Tirith il 4 luglio, intraprendendo un viaggio di più di cento giorni prima di arrivare a destinazione. Una volta giunto a Gran Burrone, Elrond lo invita al Consiglio di Elrond dove è il primo ad intervenire nella discussione. Boromir cerca di convincere il Consiglio a portare l'Unico Anello a Gondor e di utilizzarlo contro le forze del male, ma Gandalf si oppone rivelando che l'anello non può essere utilizzato per questi propositi. La sua richiesta non viene accettata dal consiglio e Boromir si unisce alla Compagnia dell'Anello, il cui obiettivo è quello di proteggere il portatore dell'Unico Anello e di distruggere quest'ultimo nel Monte Fato a Mordor. Nel corso del viaggio, Boromir affronta diverse battaglia, finché, dopo l'apparente morte di Gandalf, si reca nei boschi di Lothlórien, casa della Dama elfica Galadriel e di Sire Celeborn, dove sia lui che il gruppo possono finalmente riposarsi. Qui Galadriel lo mette in guardia sul destino che aspetta la sua città e il suo popolo. Dopo aver udito le parole della dama elfica e una volta ripreso il viaggio verso Mordor, Boromir cerca di convincere un riluttante Aragorn a portare l'Anello a Gondor, per poi dirigersi a Mordor con più forze, nel vano tentativo di distruggere l'Unico. Aragorn, però, ritiene che la decisione spetti a Frodo, il Portatore dell'Anello che, chiedendo tempo per decidere, viene assalito da Boromir, momentaneamente soggiogato dall'Anello e dal desiderio di salvare il suo popolo.
Dopo aver riacquistato la ragione, Boromir si riscatta combattendo per salvare gli Hobbit Merry e Pipino dall'attacco degli Orchi che sorprende la Compagnia alle Cascate di Rauros. Nonostante i suoi sforzi, gli Hobbit vengono comunque rapiti e Boromir perisce nello scontro venendo colpito al petto e al cuore da diverse frecce dalle penne nere. Dopo l'attacco, Boromir vien ritrovato, ormai in fin di vita, da Aragorn a circa un miglio dal campo di Parth Galen. Il Ramingo arriva in tempo solo per raccogliere la dolente confessione del moribondo sul suo tentativo di impadronirsi dell'anello e la sua invocazione del perdono. Con l'aiuto di Gimli e Legolas, Aragorn si attarda a dare al corpo dell'amico le esequie funebri: con le armi in pugno e il corpo orgogliosamente composto, Boromir viene deposto in una delle barche elfiche e sospinto verso le cascate di Rauros.
Le leggende a Gondor narreranno che la barca contenente Boromir, dopo aver oltrepassato le cascate e le acque spumeggianti, avrebbe raggiunto Osgiliath prima di raggiungere il Grande Mare. Il corpo di Boromir viene appena intravisto da Faramir nell'Ithilien prima che possa scomparire verso il mare.

## Aspetto e caratteristiche

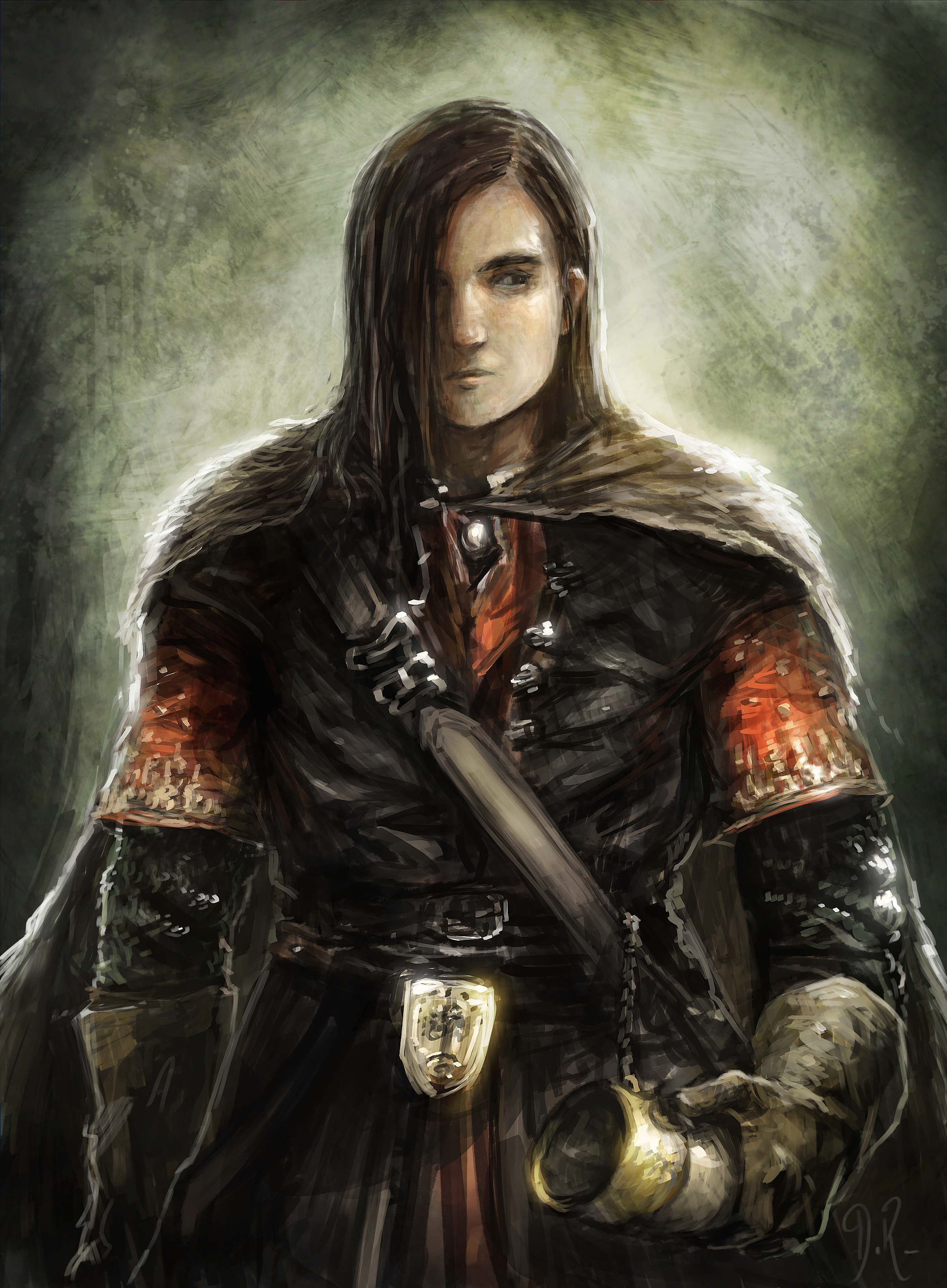
Illustrazione di Boromir

Ne La Compagnia dell'Anello, Boromir viene descritto come un uomo alto (poco più basso di
Aragorn, ma più piantato e corpulento) con lunghi capelli neri tagliati sopra le spalle, con un volto bello e nobile, occhi grigi (prerogativa dei discendenti di Númenor e degli Elfi), dall'espressione orgogliosa e severa.
Era abbigliato in modo sontuoso; indossava una cappa foderata di pelliccia e stivali, e al collo aveva una collana d'argento ornata di un'unica pietra bianca. Infine, appeso al balteo portava un grande corno di guerra dalla punta e dalle rifiniture d'argento e inciso con lettere antiche in oro. Tale oggetto fu ricavato dal corno di un bisonte proveniente dall'Araw, dalle remote praterie dei Rhûn, cacciato da Vorondil, padre del Sovrintendente Mardil. Il corno era un cimelio di famiglia, tramandato e portato da tutti i primogeniti della casata sin dai tempi remoti, prima della caduta di Eärnur ultimo Re di Gondor.
Si narra che verrà subito portato soccorso a chi lo suona se questo corno viene suonato in un momento di grave pericolo in un posto entro le frontiere di Gondor. Quando però Boromir viene assalito dagli Orchi si trova troppo distante dalle frontiere del suo paese anche se il suono del suo corno viene comunque udito a Minas Tirith. Sebbene non sia tecnicamente un oggetto mistico, il Corno è intrinsecamente di natura magica ed un suo suono è sufficiente a terrorizzare il più risoluto dei nemici. Il corno viene recuperato dai soldati di Gondor, spezzato in due, e portato dal Sovrintendente.
Durante la permanenza a Lothlórien, Boromir e gli altri membri della Compagnia ricevono i manti con cappuccio dei Galadhrim, cuciti su misura per ognuno di loro da Galadriel, aiutata dalle sue damigelle. I mantelli erano di una stoffa di seta leggera ma calda, che veniva chiusa al collo da una spilla simile a una verde foglia venata d'argento. Inoltre i manti avevano la particolare capacità di donare al possessore mimetizzazione e furtività, grazie al proprio colore che sfumava dal grigio al verde, al marrone e all'argento.
Successivamente, prima della partenza da Lórien, Galadriel|Dama della Luce dona a Boromir un ultimo dono: una splendida cinta di foglie d'oro intrecciate.
In quanto all'equipaggiamento da battaglia, Boromir era munito di una lunga spada con manico ed elsa in ferro rivestito di pelle, di fattura simile ad Andúril, ma di minor lignaggio, infatti rimane scalfita dopo un poderoso fendente serrato sull'avambraccio di un Troll di Caverna nella Camera di Mazharbul, durante l'attraversamento delle miniere di Moria. Successivamente, durante l'attacco degli Orchi nei pressi di Parth Galen dopo aver ucciso una ventina di Orchi la stessa lama finisce in frantumi presso l'impugnatura. Con sé porta anche uno scudo rotondo da esploratore Inoltre porta con sé anche un elmo, il quale segue le stesse sorti della sua spada, e del suo corno, finendo spezzato in due.
Boromir più grande di suo fratello Faramir di cinque anni, era sempre prediletto dal padre Denethor al quale gli rassomigliava nel volto e particolarmente nell'orgoglio. Di carattere forte e temerario si interessava poco alla storia, salvo quella di antiche battaglie. Era piuttosto simile all'antico Re Eärnur che non desiderava prendere moglie dilettandosi invece e unicamente di armi. Éomer invece, lo definisce "più simile ai rapidi figli di Eorl che non ai gravi uomini di Gondor.
Nonostante Boromir e Faramir abbiano due personalità completamente diverse, Tolkien afferma che «fra i due vi era un profondo amore, sin dall'infanzia, quando Boromir proteggeva e aiutava Faramir. E da allora fra di essi non era una sorta né di gelosia né di rivalità per l'affetto del padre o per l'ammirazione del popolo. Non sembrava possibile a Faramir che qualcuno a Gondor potesse rivaleggiare con Boromir, erede di Denethor, Capitano della Torre Bianca; e Boromir era del medesimo parere».

## Accoglienza e similitudini con altri personaggi letterari
Il ruolo di Boromir nel romanzo è stato oggetto di numerose critiche da parte degli amanti del genere fantasy. Per Marjorie Burns, Boromir rappresenta "la prova più evidente di Tolkien per creare una personalità moralmente turbata", mentre per altri critici, Boromir è uno dei personaggi che fanno sì che la Terra di Mezzo sia "piena di paradossi e ambiguità". Per Nancy Enright, Boromir è lo stereotipo tradizionale del potere maschile, mentre Ralph C. Wood evidenzia alcune somiglianze tra il personaggio di Saruman e dello stesso Boromir: entrambi vogliono l'Unico Anello e muoiono per averlo, ma Wood ricorda che mentre Saruman lo vuole per distruggere, Boromir vuole l'anello per poter contrastare il potere di Sauron e per salvare il suo popolo. Secondo Emanuele Terzuoli, Boromir rappresenta la debolezza umana, la stessa che ha impedito Isildur di distruggere l'Unico Anello.

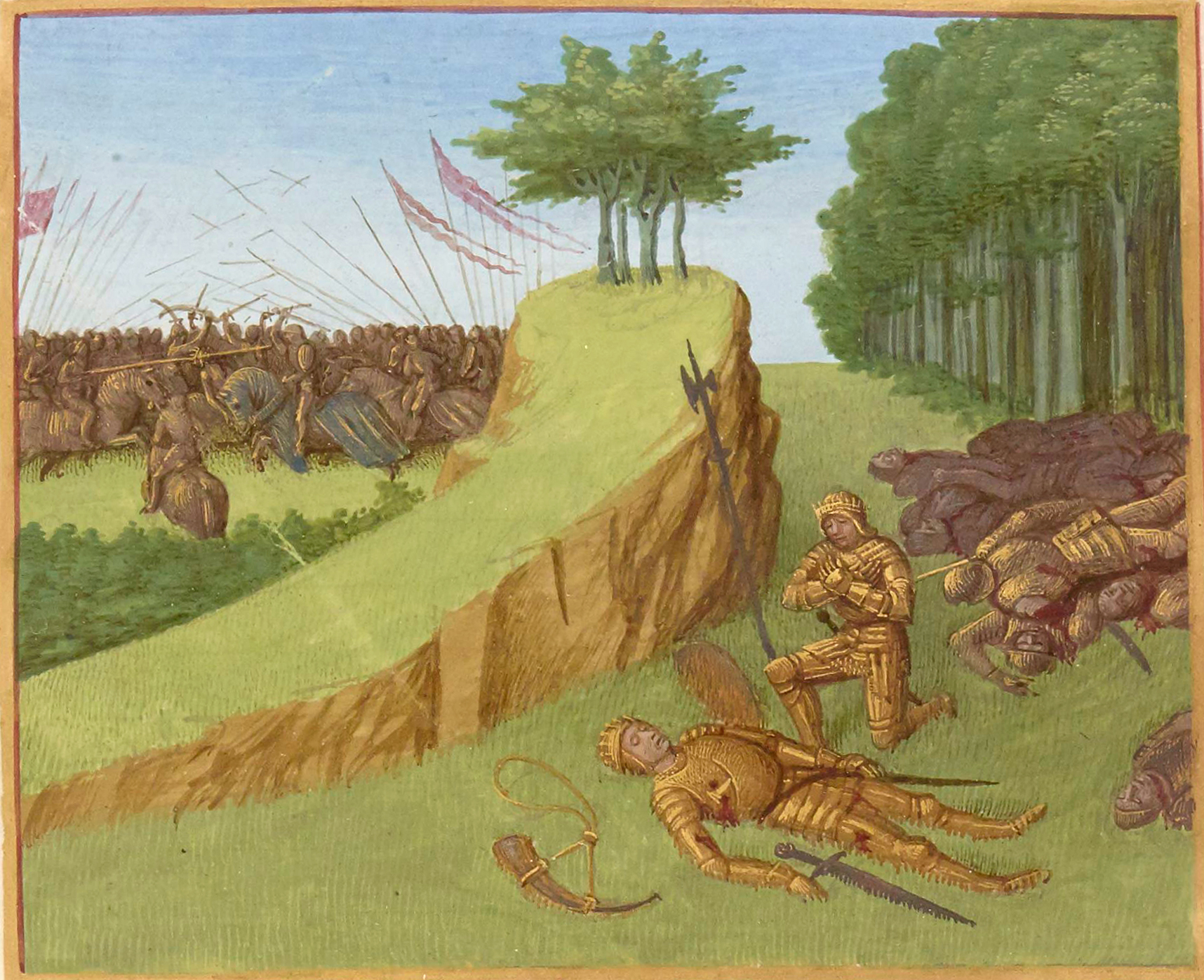
Illustrazione della morte di Orlando.

Secondo molti critici è solo con il suo sacrificio e la sua confessione ad Aragorn, che Boromir ha potuto redimersi di tutti i suoi peccati e dei suoi sbagli nella Compagnia dell'Anello. Secondo Wood, la morte di Boromir rappresenta "la scena più toccante de Il Signore degli Anelli". Per Christine Brooke-Rose, Boromir è un personaggio che ha un ruolo prevalentemente strutturale nel romanzo: è lui che provoca la divisione della Compagnia dell'Anello, permettendo che Frodo e Sam continuino il viaggio verso Mordor.
La morte di Boromir è parallela alla morte di Orlando che suona l'Oliphante per avvertire Carlo Magno dell'attacco dei baschi (nella Chanson dai saraceni) alle truppe francesi. Tuttavia le due morti sono molto diverse: Boromir muore trafitto dalle frecce nemiche, mentre Orlando muore unicamente per l'immenso sforzo di suonare il corno. Altro parallelismo sono gli arrivi di Carlo Magno e Aragorn che, purtroppo, giungono troppo tardi per salvare i loro compagni di battaglia. L'elemento del corno è utilizzato anche dal personaggio di Susan Pevensie nella saga de Le cronache di Narnia di C. S. Lewis. Sia in quest'ultima opera, che ne Il Signore degli Anelli, il corno viene suonato per chiedere aiuto.

## Adattamenti
Boromir è apparso in molti adattamenti cinematografici e radiofonici de Il Signore degli Anelli. Il primo adattamento è quello prodotto dalla BBC Radio nel 1956, in cui Boromir era doppiato da Derek Prentice (doppiatore anche di Faramir), che però non riscosse il successo sperato; persino Tolkien rimase deluso dell'opera.
Nella trasposizione cinematografica a cartoni animati di Ralph Bakshi, la voce di Boromir è di Michael Graham Cox. In questo film il personaggio assomiglia ad un vichingo e non possiede quell'aspetto bello e nobile caratterizzato nel romanzo.
Nella trilogia diretta da Peter Jackson il personaggio è interpretato da Sean Bean, con la voce italiana di Massimo Corvo. Bruce Willis, fan del libro, si rivelò interessato ad interpretare il personaggio, mentre Liam Neeson venne avvicinato per il ruolo, ma poi rifiutò dopo aver letto la sceneggiatura. Sean Bean interpretò il personaggio in tutti e tre i film della saga. Nel primo film, La Compagnia dell'Anello, il cui finale rappresenta l'inizio del romanzo de Le due torri, Boromir viene ucciso da Lurtz (il capitano degli Uruk-hai inventato per il film), contrariamente al racconto in cui viene ucciso da un orco o più orchi sconosciuti. Nell'adattamento di Jackson, inoltre, quest'ultimo mette maggiormente in risalto il rapporto tra Boromir e Faramir, grazie ad un flashback nella versione estesa de Le due torri. Per la sua interpretazione, Bean ricevette una nomination all'Empire Awards come miglior attore britannico nel 2002.